# Hamnvåg
Hamnvåg est une localité du comté de Troms, en Norvège.

## Géographie
Administrativement, Hamnvåg fait partie de la kommune de Balsfjord.